# Gouvernement Mubarak al-Kabir
Das Gouvernement Mubarak al-Kabir (arabisch محافظة مبارك الكبير, DMG Muḥāfaẓat Mubārak al-Kabīr) ist eines der sechs Gouvernorate von Kuwait. Es hat ca. 270.000 Einwohner und ist damit das kleinste der Gouvernements von Kuwait. Es umfasst vorwiegend Wohngebiete der Stadt Kuwait. Es entstand im Jahr 2000, als das Gouvernement Hawalli in zwei Teile geteilt wurde.